# FC Cincinnati
Football Club Cincinnati – amerykański klub piłkarski z siedzibą w mieście Cincinnati, występujący w Major League Soccer.

## Historia
Na początku 2016 roku właściciele klubu FC Cincinnati, występującego w USL Championship, rozpoczęli negocjacje z Major League Soccer na temat potencjalnej franczyzy dla nowego klubu. Cincinnati ogłoszono jako jedno z dziesięciu miast, które wyraziły zainteresowanie miejscami podczas ekspansji ligi z 25 zespołów do 28. 29 maja 2018 władze Major League Soccer ogłosiły, że Cincinnati dołączy do ligi w 2019 pod nazwą FC Cincinnati.
Pierwszy mecz w MLS klub rozegrał 3 marca 2019 na wyjeździe przeciwko Seattle Sounders FC, na stadionie CenturyLink Field. Spotkanie zakończyło się wynikiem 1:4, a jedyną bramkę dla Cincinnati zdobył Leonardo Bertone. Sezon 2019 drużyna Cincinnati zakończyła na ostatnim, 12. miejscu w Konferencji Wschodniej i na także ostatnim, 24. miejscu w klasyfikacji ogólnej.

## Skład na sezon 2019
Stan na 10 grudnia 2019
| Nr | Poz. | Piłkarz              |
| -- | ---- | -------------------- |
| 2  | OB   | Kendall Waston       |
| 4  | OB   | Greg Garza           |
| 6  | PO   | Leonardo Bertone     |
| 9  | NA   | Fanendo Adi          |
| 11 | NA   | Darren Mattocks      |
| 13 | BR   | Jimmy Hague          |
| 14 | OB   | Nick Hagglund        |
| 15 | PO   | Allan Cruz           |
| 17 | OB   | Mathieu Deplagne     |
| 18 | BR   | Spencer Richey       |
| 21 | OB   | Logan Gdula          |
| 22 | BR   | Przemysław Tytoń     |
| 23 | OB   | Maikel van der Werff |

| Nr | Poz. | Piłkarz           |
| -- | ---- | ----------------- |
| 24 | PO   | Frankie Amaya     |
| 26 | PO   | Tommy McCabe      |
| 27 | PO   | Fatai Alashe      |
| 31 | NA   | Kekuta Manneh     |
| 33 | PO   | Caleb Stanko      |
| 36 | PO   | Joe Gyau          |
| 39 | BR   | Ben Lundt         |
| 47 | OB   | Hassan Ndam       |
| 81 | NA   | Rashawn Dally     |
| 96 | OB   | Andrew Gutman     |
| –  | OB   | Saad Abdul-Salaam |
| –  | PO   | Haris Međunjanin  |
| –  | NA   | Brandon Vazquez   |